# BAC 1-11
BAC 1-11
ブリティッシュ・カレドニアン航空のBAC 1-11-501
- 用途：旅客機
- 製造者：ブリティッシュ・エアクラフト・コーポレーション
- 運用者
ブリティッシュ・エアウェイズ
ブリティッシュ・カレドニアン航空
アメリカン航空
トランス・ブラジル航空
ほか
- 初飛行：1963年8月20日
- 生産開始：1963年
- 運用開始：1965年
- 運用状況：退役

BAC 1-11とは、イギリスの航空機メーカーのブリティッシュ・エアクラフト・コーポレーション（BAC）が製造した短距離双発ジェット旅客機である。BAC ワン・イレブン (One-Eleven) と呼称する。

## 概要

### 開発
BAC 1-11は、ダグラス DC-3やその後継にあたるコンベア240などに代わる短中距離ジェット旅客機として、1956年にハンチング社が計画していたH107が原型であり、ビッカース社も同様の機体としてVC-11を研究していた。
両社ともBACに吸収されたため、H107が元になり開発が進められ1963年に初飛行が行われた。実際にはビッカース バイカウントやロッキード L-188などのターボプロップ機の後継となった。なお、ライバルには同じく短中距離用に開発されたダグラス DC-9やボーイング737などがあったが、それらの機体よりも先行して開発が進んだ上に、機体が小型であった。

### 運航
1965年に運行が開始された。BAC1-11はイギリスの航空会社の発注を受け生産が始まった機体であるが、ヨーロッパ諸国やアメリカ、ブラジルなど世界各国の航空会社でも短中距離用機材として多数が運用され、イギリスのジェット旅客機としては商業的に最も成功した機体である。
ブリティッシュ・エアクラフト・コーポレーションを吸収したブリティッシュ・エアロスペース（BAe）によるBAe 146の生産開始に伴い、1982年に生産が中止されたが、その後当時の東側諸国の一員であるルーマニアに生産設備が移管され、「ROMBAC 1-11」として1989年までライセンス生産された。

### 現在
BAe 146やその後継のアブロRJ、フォッカー100などが代替機材となり、1990年代にはほとんどの機体が定期旅客運航から引退した。2000年代に入っても少数機がプライベートジェット等として運行されていたが、2015年以降現役で運行されている機体は存在しない。また、アメリカではF-35やF-16のレーダー試験機に改造された機体が存在する。

## 派生型

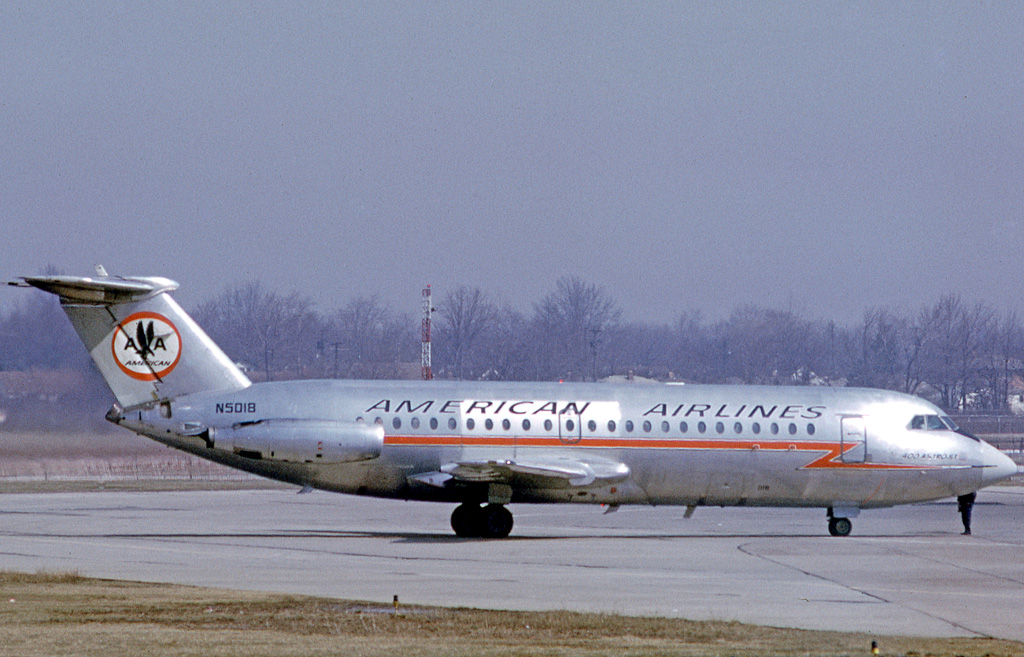
アメリカン航空の1-11-401

Model 200最初の生産型　客席数最大79席。日本にもデモフライトで飛来した。
Model 300エンジン改良型、航続距離延長型
Model 400Model 300をアメリカン航空の要求に応じて仕様変更した北米向け仕様。
Model 475ルーマニアでの生産型ROMBAC 1-11-475
Model 500胴体を延長して客席数を最大119席にした型で、最も販売機数が多い。
Model 550ルーマニアでの生産型ROMBAC 1-11-550
Model 475Model 400の胴体とModel 500の主翼・エンジンを組み合わせて離着陸性能を強化した型。少数機がフォーセット航空、エア･パシフィック等で運用された。さらに日本にもYS-11の代替機として離着陸性能強化型の売り込みがあり、参考として本型がデモフライトで飛来した。
Model 670Model 500のエコノミーエンジン搭載型

## 運用した航空会社
- 英国欧州航空(BEA)

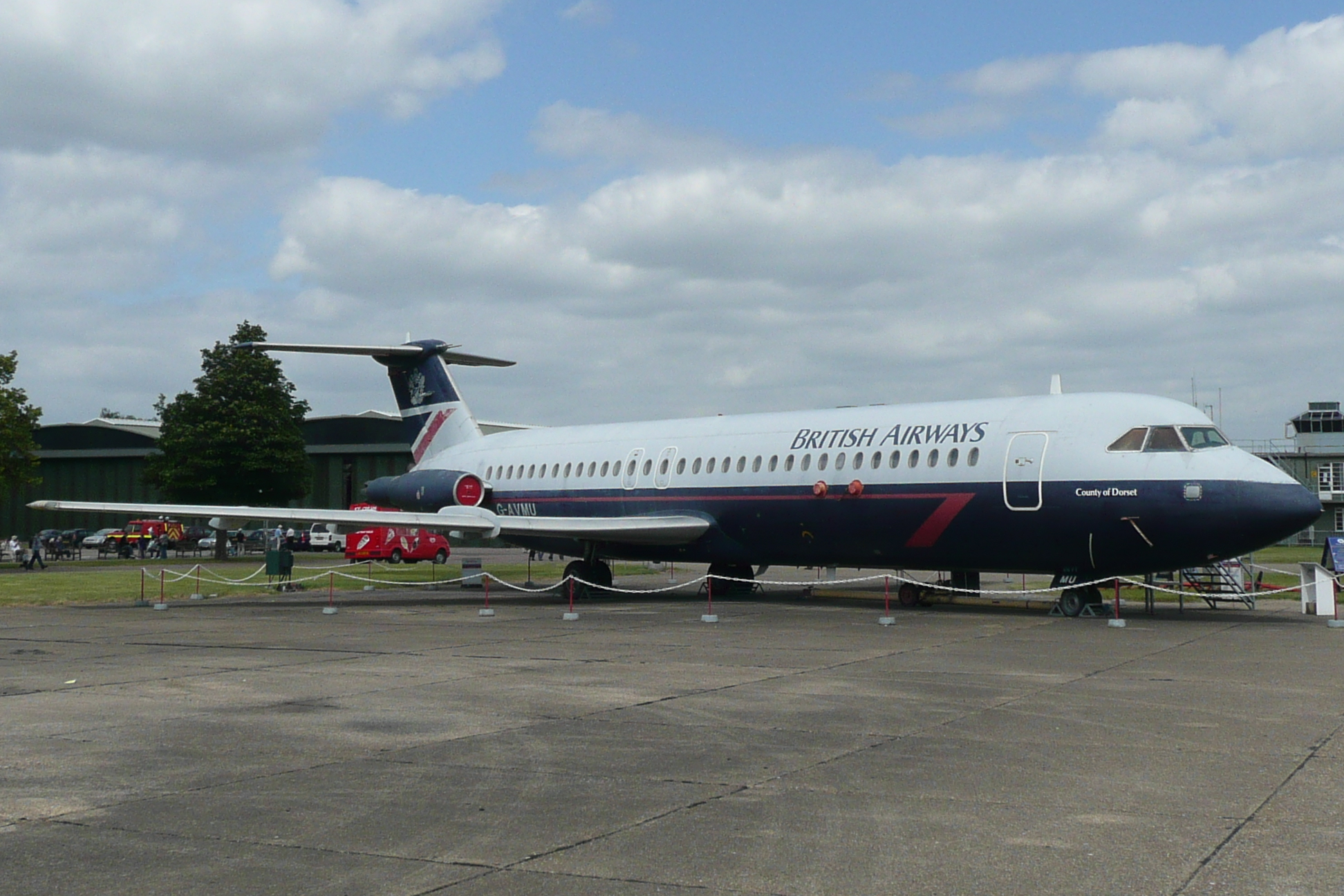
ブリティッシュ・エアウェイズの1-11-510

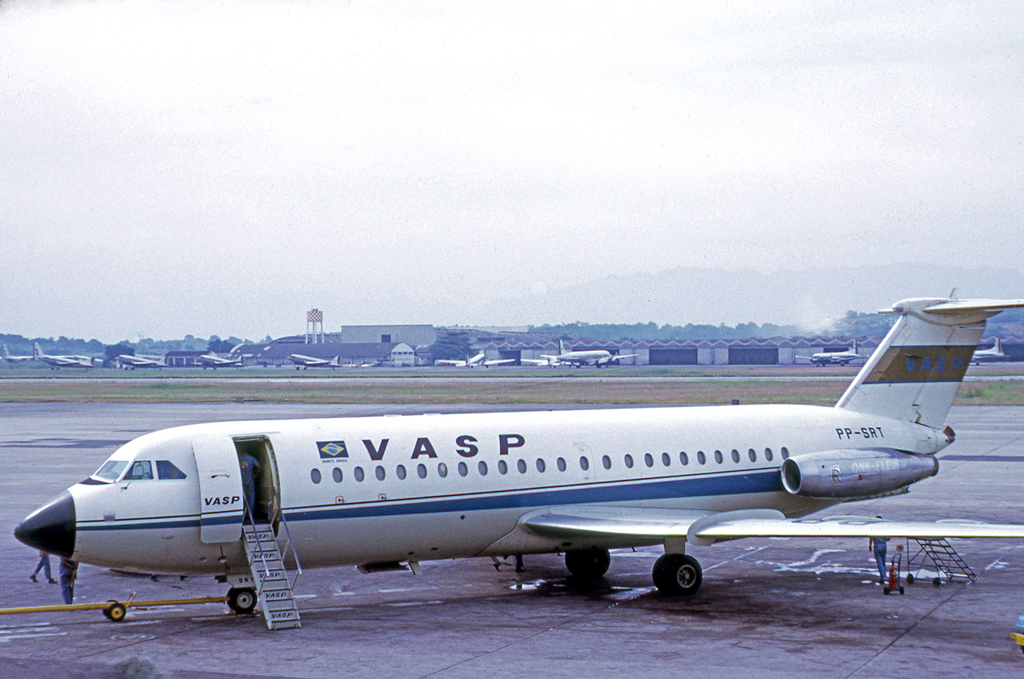
VASP航空の1-11-422

- ブリティッシュ・エアウェイズ（BEAから承継）
- レイカー航空
- モナーク航空
- ライアンエアー
- スイス航空
- スカンジナビア航空
- アメリカン航空
- ブラニフ航空
- アロハ航空
- トランス・ブラジル航空
- VASP航空

### 軍用
- オーストラリア空軍
- ブラジル空軍
- オマーン空軍
- ルーマニア空軍

### プライベート
- イ・アイ・イ・インターナショナル
- テネコ（英語版）

## 性能要目
BAC 1-11-200
- 全長: 28.2 m
- 全幅: 26.9 m
- 高さ: 7.2 m
- 翼面積: 93.2 m2
- 機体重量: 21049 kg
- 最大離陸重量: 33,800 kg
- 巡航速度: 795 km/h
- 最大速度: 870 km/h
- 航続距離: 2,315 km
- 最大実用限界高度: 10,700 m

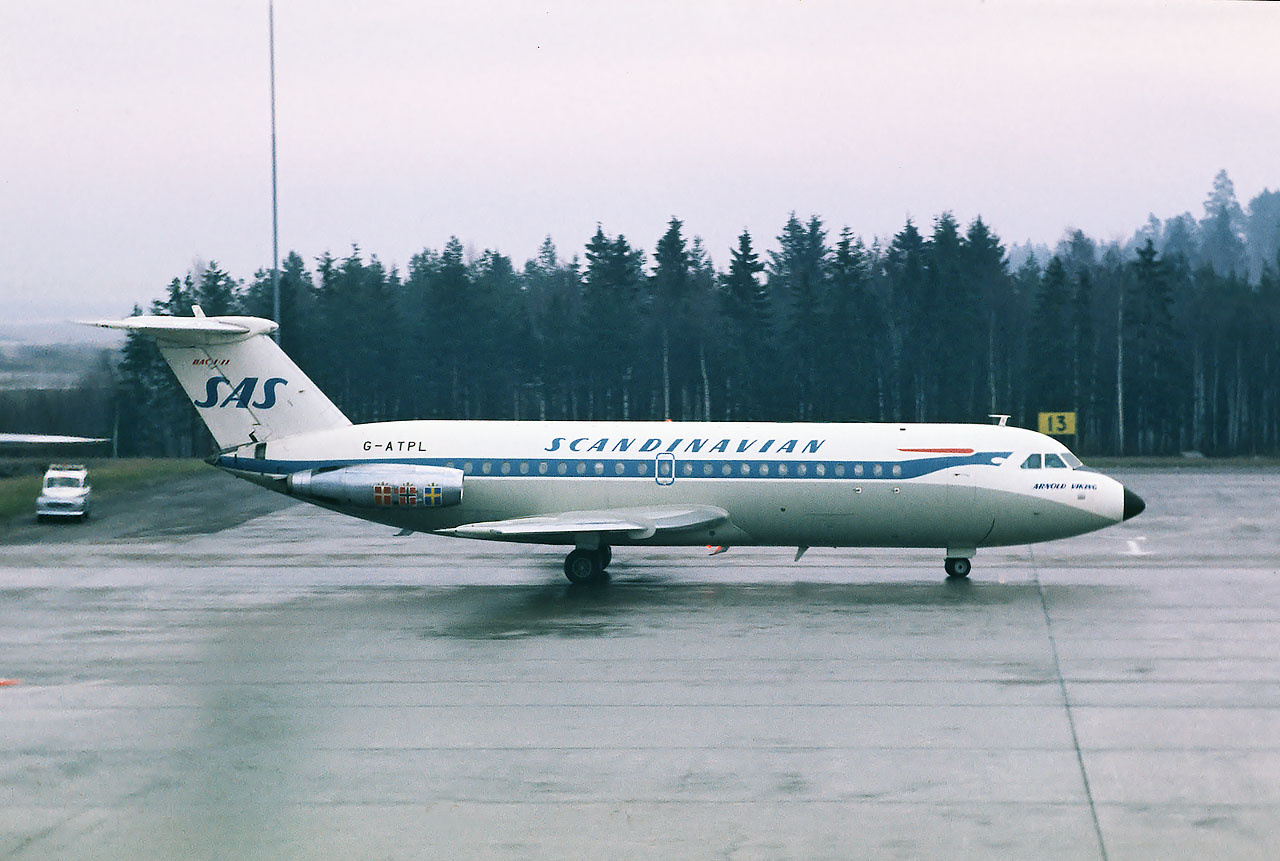
スカンジナビア航空の1-11-301

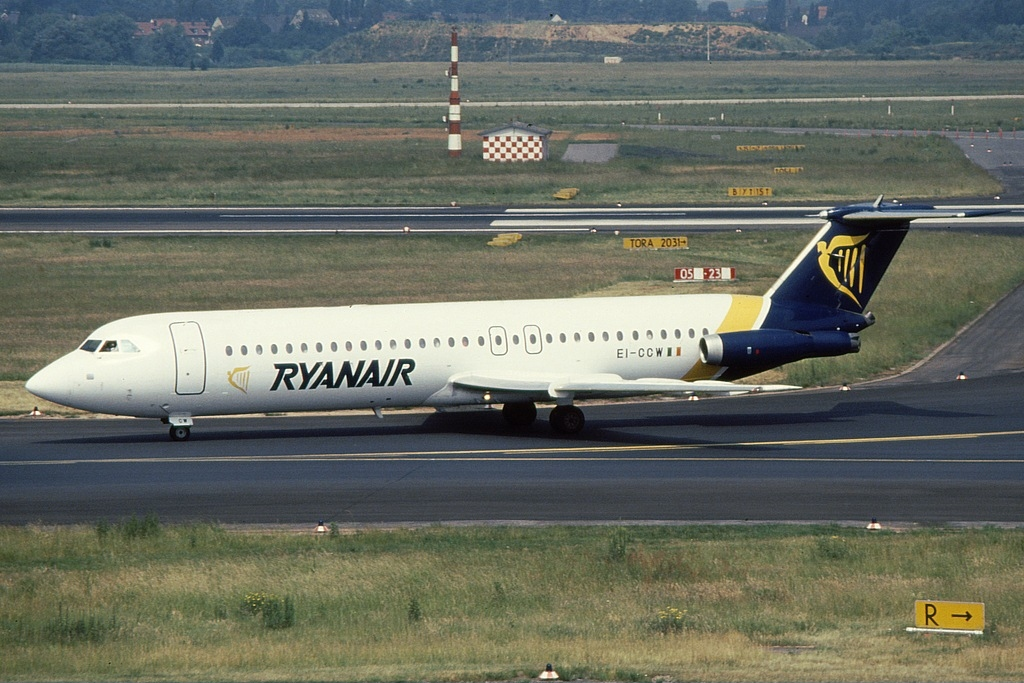
ライアンエアーの1-11-509

- エンジン: ロールス・ロイス RB.163 スペイ Mk. 506 ターボファンエンジン 双発
- 推進力 10,600 lbf (47 kN) X2
- 操縦乗員: 2, 客室乗務員 3, 乗客 89

BAC 1-11-300, -400
- 航続距離: 1,854 miles (2,982 km)
- エンジン: ロールス・ロイス RB.163 スペイ RB.163 Spey Mk. 511, 11,400 lbf (51 kN) 双発

BAC 1-11-500
- 全長: 32.6 m
- 全幅: 28.5 m
- 高さ: 7.5 m
- 翼面積: 95.8 m2
- 機体重量:24,900 kg
- 最大離陸重量: 47,400 kg
- 巡航速度: 795 km/h
- 最大速度: 870 km/h
- 航続距離:2,745 km
- 最大実用限界高度: 10,700 m
- エンジン: ロールス・ロイス RB.163 スペイ Mk. 512DW, 12,550 lbf (5,700 kgf or 55.8 kN) 双発
- 操縦乗員: 2, 客室乗務員 3, 乗客 119